# Ricardo Sossa
Ricardo Sosa Herrera más conocido por su nombre artístico Ricardo Sossa, (Barranquilla, Colombia, 28 de octubre de 1980) es un cantante colombiano nacionalizado costarricense. De origen colombiano por parte de su madre, radica en Costa Rica desde los cinco años y es en este país donde se ha desarrollado su carrera musical.

Su padre, del mismo nombre, fue tecladista del grupo musical costarricense “Los Gatos”, en las décadas de los 60 y 70. A su lado Ricardo dio sus primeros pasos en la música, hasta que en 2004 inició su carrera en solitario, al lanzar su primer álbum de estudio, Romántico.

En 2007 deja temporalmente la música tras el cierre de su antigua disquera. Luego de varios intentos por volver a la escena musical, en 2013 presenta su más reciente sencillo, Devastado, el cual cuenta con un vídeo grabado en los Estados Unidos.

## Discografía

### Álbumes de estudio
- 2004: Romántico

### Sencillos
- 2004: Soledad de tres
- 2004: Cómo olvidarme de ti
- 2004: Ya no queda duda
- 2005: No juegues con mi soledad[4]
- 2013: Devastado